# أرطاة أندروسوفية
أرطاة أندروسوفية (الاسم العلمي: Calligonum alaschanicum) هو نوع نباتي يتبع جنس الأرطاة من الفصيلة البطباطية.